# 田村重信
田村 重信（たむら しげのぶ、1953年〈昭和28年〉1月17日 - ）は、日本の政治評論家・歌手。
企業顧問、拓殖大学桂太郎塾名誉フェロー、日本国際問題研究所客員研究員、坂本博之後援会会長、日本論語研究会代表幹事、YouTubeチャンネル「田村重信・たむたむ歌のチャンネル」、歌手。
慶應義塾大学大学院法学研究科非常勤講師（-2014年3月）、自由民主党政務調査会調査役（-2018年1月）。自由民主党政務調査会嘱託（2018年8月-2020年7月）。

## 略歴
- 新潟県長岡市（旧栃尾市）出身[2]。拓殖大学政経学部卒業[2]、和敬塾（西寮）出身[2]。慶應義塾大学大学院法学研究科で「憲法と安全保障」を学ぶ[2]。
- 宏池会（大平正芳事務所）勤務を経て、自由民主党本部勤務。全国組織委員会で党員の研修活動、支部組織の活性化を担当。その後、政務調査会で農林・水産、憲法、沖縄、安全保障政策等を担当し、橋本龍太郎政務調査会長の下で政調会長室長、橋本龍太郎総裁の下では総裁担当、事務副部長を務めた[2]。
- 自由民主党政務調査会首席専門員[3]、調査役を務めた[2]。安全保障・防衛政策・憲法・テロ対策、国家の情報機能に関する検討チーム、与党では安全保障に関するプロジェクトチームを担当[2]。2018年1月、定年で退職。8月に嘱託として再採用された[4]。
- 党務外では日本論語研究会代表幹事を務める[2]。同会では論語の教えでもある「言行一致」を実践する学びの場を提供している。小林節・慶應義塾大学教授が顧問をつとめ[5]、8月を除く毎月1回、土曜日の夕方に慶應三田キャンパスにて開催されている。これまでに番匠幸一郎・防衛省陸上幕僚監部防衛部長（初代イラク復興支援群長／陸上自衛隊幹部候補生学校長）[6]や加藤良三・プロ野球コミッショナー、山本卓眞・富士通名誉会長ほか多くの著名人が講師として講義を行なっている[7]。
- 2010年の参議院選挙では同党の候補者であった三橋貴明をサポート[8]。
- 2012年12月12日、憲政記念館で講演（テーマ、日本の防衛政策）。同館で安全保障を基調テーマとする講演が行われたのは憲政史上初[9]。
- 自衛隊の特別措置法を主とした安全保障政策に造詣が深い[10]。

## 統一教会関連の「世界日報」との関係
- 統一教会関連の「世界日報」のインタビューを多数受けている。その他の報道機関からの取材を含めて自身のWebサイトで公開している[11]。
- インターネット番組「パトリオットTV」は田村重信がキャスターを務め[12]、多彩なゲストが出演している。伊藤俊幸、香田洋二、山口昇、岩田温、八幡和郎、阿比留瑠比、江崎道朗、小川和久、古川勝久、松田学、渡瀬裕哉、小川榮太郎、西岡力、遠藤誉、平井宏治、安積明子、渡邉恒雄、永岩俊道、鷲尾英一郎、神津健一、ロバート・D・エルドリッヂ、デービッド・アトキンソン、行徳哲男、中根滋、孫向文などがいる。
- 2016年6月、筆坂秀世との共著で、『日本共産党　本当に変わるのか！？』という著書を出版した[13]。
- 2018年5月18日、統一教会の関連団体「国際勝共連合」の公式サイト、統一教会の機関紙「世界思想: 平和大使運動を推進するオピニオン情報誌」2018年5月号に田村のインタビュー記事が掲載された[14]。
- 2022年7月27日、統一教会の関連団体「国際勝共連合」のスタッフが国会議員事務所にやすやすと入り込めた背景について、田村は「政治家は、誰であろうが選挙で応援してくれる人はありがたいのです。昔は、ヤクザだって断らない議員もいたくらい。支援者が1人減って、その1票が相手陣営に入ったら、2票マイナスです。応援を断ったら敵を利するだけですし、組織票は必要だからみんな必死ですよ。それゆえ、どこの宗教団体だって全部ウエルカムになってしまう。票をもらわないと当選できない政治家の切迫感は想像以上なのです」と述べた[15]。

## 訴訟
自身の著作『なぜか誰も書かなかった民主党研究』と『民主党はなぜ、頼りないのか 不毛の二大政党制の根源を探る』の中で、民主党の岡田克也衆議院議員が通産官僚時代に国家公務員法に違反し、一族会社の取締役を兼務していたことおよび父である岡田卓也が創業したイオンに便宜を図った疑惑があるということの記載をめぐり、岡田が田村に1100万円の損害賠償請求を求めて訴訟をおこした。
第一審判決では、2冊とも「疑惑があると指摘した論評にとどまる」として名誉棄損を認めず、田村が勝訴した。
2009年2月5日の第二審判決では、2冊のうち1冊（『民主党はなぜ、頼りないのか 不毛の二大政党制の根源を探る』）について「疑惑を指摘した重要部分について事実とは認め難く、免責されない」として、名誉棄損に当たると認定。田村に対し110万円の賠償支払いを命令した。同年6月26日、最高裁が田村の上告を棄却し田村の敗訴が確定した。

## 「田村文庫」

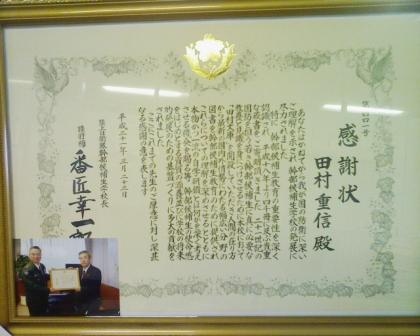
陸上自衛隊からの感謝状

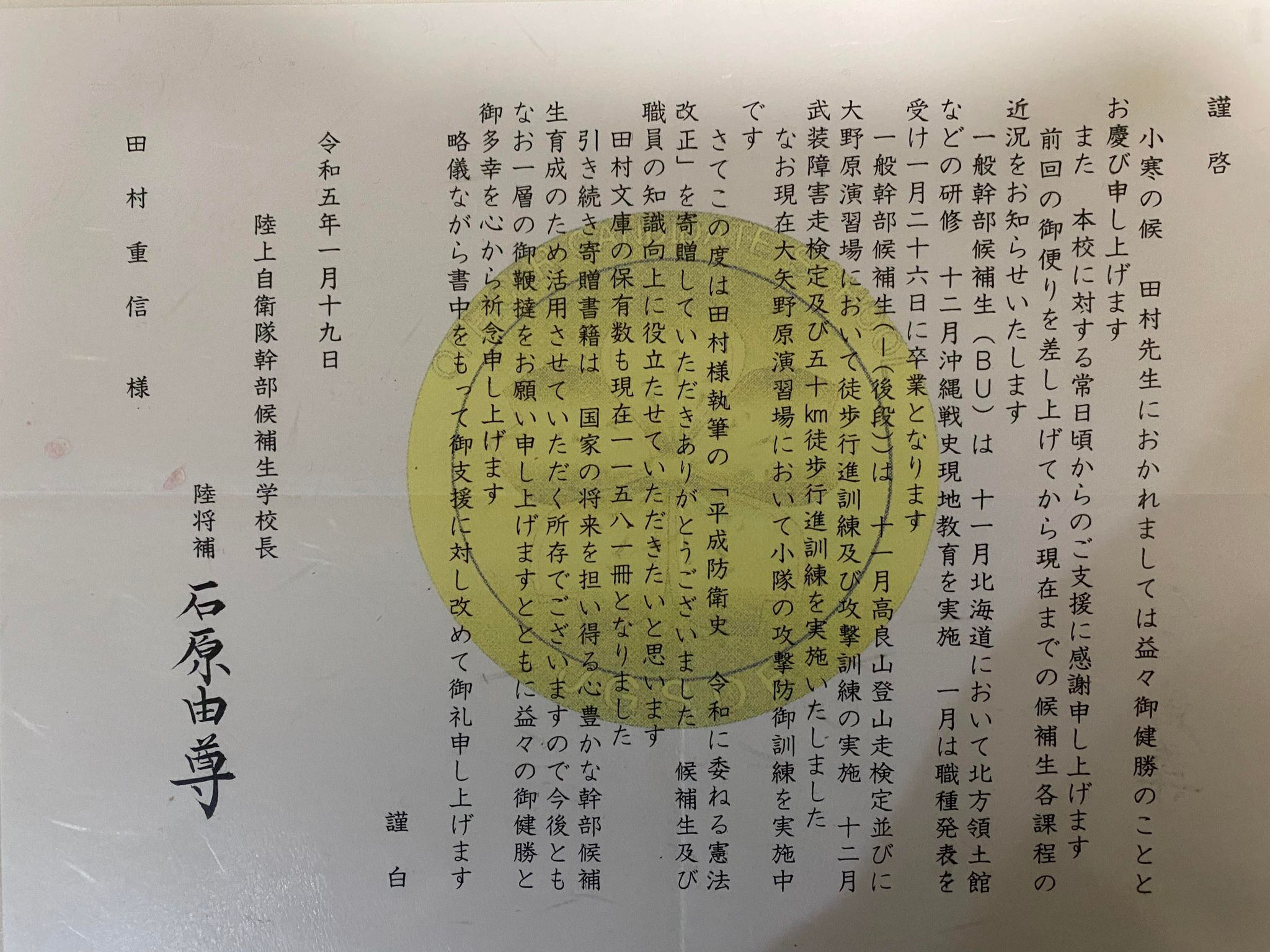
陸上自衛隊幹部候補生学校からの感謝状

読後の書籍を陸上自衛隊幹部候補生学校に寄贈し、「田村文庫」として自衛隊図書館の一角を占めている。2009年3月にはこれまでの寄贈の功績が称えられ、陸上自衛隊より感謝状が贈られた。その後も継続して寄贈書籍を増やし続けており、たびたび陸上自衛隊より感謝状を贈られている。自由民主党職員を退職したのちも、わが国の未来を支える若者たちのために書籍を贈り続け、2023年11月時点で田村文庫は11,855冊となっている。

## 著作

### 憲法・安全保障関連
- 『憲法と安全保障』（南窓社、1993年）
- 『日本国憲法見直し論』（ＫＫベストセラーズ、1994年）

- 『日米安保と極東有事』（南窓社、1997年）
- 『急げ！有事法制』（朝雲新聞社、2002年）
- 『教科書　日本の安全保障』（共著、芙蓉書房出版、2004年）
- 『政治と危機管理』（共著、内外出版、2006年）
- 『防衛法制の解説』（共編著、内外出版、2006年）
- 『新憲法はこうなるー美しいこの国のかたち』（講談社、2006年）

- 『防衛省誕生―その意義と歴史』（編著、内外出版、2007年）
- 『テロ特措法　海上自衛隊の給油活動』（防衛知識普及会編、内外出版、2007年）
- 『新テロ対策特措法　石破防衛大臣に聞く』（防衛知識普及会編、内外出版、2007年）
- 『岐路に立つ日本の安全―安全保障・危機管理政策の実際と展望』（共著、北星堂、2008年）
- 『教科書・日本の防衛政策』（佐藤正久共編著、芙蓉書房出版、2008年）
- 『日本の防衛法制』（共編著、内外出版、2008年）
- 『防衛省改革』（防衛知識普及会編、内外出版、2008年）
- 『海賊対策　海上警備行動と海賊対処法案』（防衛知識普及会編、内外出版、2009年）
- 『漂流する日米同盟』（森本敏監修、海竜社、2010年）
- 『日本の防衛法制　第2版』（編著、内外出版、2012年）
- 『日本の防衛政策』（編著、内外出版、2012年）
- 『これで納得！日本国憲法講義　前文・九条、九六条などの正しい解説』（内外出版、2013年）
- 『改正　日本国憲法』（講談社＋ａ新書、2013年）
- 『安倍政権と安保法制』（内外出版、2014年）
- 『平和安全法制の真実』（内外出版、2015年）
- 『防衛装備庁と装備政策の解説』（共著、内外出版、2016年3月）
- 『日本の防衛政策　第2版』（編著、内外出版、2016年）
- 『知らなきゃヤバい！防衛政策の真実』（育鵬社、2017年）
- 『新・防衛法制』（内外出版、2018年）
- 『新防衛大綱の解説　平成30年12月18日国家安全保障会議決定・閣議決定』（内外出版、2019年）
- 『ここが変だよ日本国憲法!』（内外出版、2020年）
- 『「月刊Hanada 憲法改正完全版」　世界一わかりやすい憲法改正の話【憲法改正反対こそ憲法違反!】』（共著、飛鳥新社、2022年）
- 『平成防衛史　令和に委ねる憲法改正』（内外出版、2022年、尾崎行雄記念財団咢堂ブックオブザイヤー2022外交・安全保障部門受賞）
- 『「政軍関係」研究─新たな文民統制の構築』（共著、並木書房、2023年）

### 政治関連
- 『放送・通信新時代の制度デザイン』（共著、日本評論社、1994年）
- 『龍ちゃん流・橋本龍太郎』（編著、ＫＫベストセラーズ、1998年）
- 『日華断行と日中国交正常化』（共著、南窓社、2000年）
- 『橋本龍太郎とわたし』（共著、成甲書房、2001年）
- 『なぜか誰も書かなかった民主党研究』（成甲書房、2005年）
- 『日本の連立政権』（共著、振学出版、2005年）
- 『民主党はなぜ、頼りないのか』（成甲書房、2007年）
- 『日本共産党　本当に変わるのか！？』（筆坂秀世共著、世界日報社、2016年）
- 『秘録・自民党政務調査会 16人の総理に仕えた男の真実の告白』（講談社、2019年）
- 『自由民主党幹事長列伝』（編集委員会編著、自由民主党、2021年、※田中角栄、橋本龍太郎の章を執筆）
- 『秘録 自民党政務調査会～16人の総理に仕えた男の真実の告白～（電子漫画）』（田村重信監修、中村ノブアキ、松森茂嘉、ゴマブックス株式会社、2022年）
- 『政治家を目指す女性たちへ』（共著、内外出版、2023年）

### 人間学関連
- 『人間の品格　『論語』に学ぶ人の道』（日本論語研究会編、内外出版、2007年）
- 『続・人間の品格　『論語』に学ぶ人の道』（日本論語研究会編、内外出版、2008年）
- 『日本を美しく！　続々・人間の品格　日本論語研究会講演録』（日本論語研究会編、内外出版、2010年）
- 『おとなの論語－完全保存版人生の指標が見つかる！－』（監修、徳間書店、2012年）
- 『尾崎行雄・咢堂塾　政治特別講座講義録』（共編著、内外出版、2013年）
- 『いま、学ぶべき偉人伝！至誠通天』（内外出版、2013年）
- 『運命を変える－自分の人生は、自分で切り拓くもの－』（共著、内外出版、2015年）
- 『行動力　俺が日本を変えてやる』（共著、内外出版、2016年）
- 『論語から人間学を学ぶ』（内外出版、2017年）
- 『本を出すと人生が変わる！』（共著、内外出版、2017年、政刊懇談会第17回「ほんづくり大賞」特別賞）
- 『自殺をしなかった僕の物語』（共著、内外出版、2018年）
- 『生きづらい時代　どうしたら元気になれるか』（共著、内外出版、2019年）
- 『ネバーギブアップ 絶対にあきらめない』（共著、内外出版、2020年）
- 『気配りが9割』（飛鳥新社、2020年）
- 『敬天愛人と仲間たち』（編著、内外出版、2021年）
- 『続・敬天愛人と仲間たち』（編著、内外出版、2021年）
- 『続々・敬天愛人と仲間たち』（編著、内外出版、2022年）
- 『日本のブランドを作った男　渋沢栄一「論語と算盤」恕』（三冬社、2024年）
- 『敬天愛人と仲間たち　第1巻』（編著、三冬社、2024年）
- 『未来ビジョン情報誌Challe（チャレ）2025 vol.2』（記事掲載、編集長魅学アカデミー協会藥真寺紀子、星雲社、2025年）

### CD
- シングル『俺の前には女になれよ/醒めない夢なら…』（HEATWAVE MUSIC、1991年）
- シングル『日本を美しく!/天に向かって!』（セントラルレコード、2010年）
- シングル『恋する鬼怒川/きぬがわ子守唄』（ＮＡＯ＆たむたむ、ユープライム・ミュージック、2018年）
- アルバム『Songs of Life』（ユープライム・ミュージック、2019年）
- シングル『憲法よりも大事なもの/日本を美しく!』（ユープライム・ミュージック、2019年）
- シングル『西果の防人もの/島唄』（ユープライム・ミュージック、2021年）
- シングル『西郷隆盛』（ユープライム・ミュージック、2022年）